# Delphinieae
Delphinieae es una tribu de plantas perteneciente a la familia Ranunculaceae. El género tipo es  Delphinium.
Tiene los siguientes géneros.

## Géneros
- Aconitum
- Consolida
- Delphinium